# Wasilij Kazakow (minister)
Wasilij Aleksandrowicz Kazakow (ros. Василий Александрович Казаков, ur. 23 kwietnia?/6 maja 1916 we wsi Rogaczewo k. Bronnic w guberni moskiewskiej, zm. 17 lutego 1981 w Moskwie) – radziecki polityk, minister przemysłu lotniczego ZSRR (1977–1981), Bohater Pracy Socjalistycznej (1963).
Od 1937 pracował w fabryce lotniczej jako technolog, od 1939 kierownik warsztatu, od 1941 kierownik działu, a od 1944 główny technolog. W 1941 przyjęty do WKP(b). W latach 1944–1949 główny technolog w fabryce lotniczej nr 122 w Moskwie, 1949–1951 kierownik działu w Państwowym Związkowym Instytucie Projektowym nr 10 Ministerstwa Przemysłu Lotniczego ZSRR 1951–1960 był tam głównym inżynierem. W 1955 zaocznie ukończył Moskiewski Instytut Inżynieryjny, 1960–1965 dyrektor Instytutu Naukowo-Badawczego Państwowego Komitetu ds. Techniki Lotniczej. W latach 1965–1974 zastępca ministra, 1974–1977 I zastępca ministra, a od 3 czerwca 1977 do śmierci minister przemysłu lotniczego ZSRR. Deputowany do Rady Najwyższej ZSRR 10. kadencji (od 1979 do śmierci). Pochowany na cmentarzu Nowodziewiczym.

## Odznaczenia i nagrody
- Medal Sierp i Młot Bohatera Pracy Socjalistycznej (28 kwietnia 1963)
- Order Lenina (trzykrotnie)
- Order Czerwonego Sztandaru Pracy
- Nagroda Państwowa ZSRR (1967)
- Nagroda Leninowska (1976)